# 장수길 (법조인)
장수길(張秀吉, 1942년 ~ )은 대한민국의 법조인이다. 서울민사지방법원 및 서울형사지방법원 판사, 대한변리사협회 부회장, 서울지방변호사협회 부회장, 한국지적재산권학회 회장, 사법연수원 운영위원, 대한변호사협회 섭외이사, 국제투자분쟁해결기구 중재위원, 한국해법학회 부회장, 환태평양 변호사협의회 이사, 서울중앙지방법원 조정위원협의회 회장, 한국해법학회 고문 등을 역임했으며 김앤장 법률사무소의 두 명의 네임 파트너(name partner) 가운데 한 사람이다.
1963년 그는 서울대학교 법과대학 재학 중 마지막으로 치러진 고등고시 사법과에 대학 동기들보다 일찍이 합격했다. 그 후 그는 사법연수원 기간을 마치고 서울민사지방법원을 거쳐 서울형사지방법원 판사로 재직하던 중 1971년 ‘신민당사 농성사건’을 맡게 됐다. 이 사건은 서울대학교 학생들이 대통령선거를 부정선거라며 총선 보이콧을 요구하는 시위를 벌인 사건이다. 장수길은 고민 끝에 무죄를 선고했다. 이 결정으로 그는 판사 재임명에서 탈락했다. 실의에 빠져있던 그에게 대학 동기이자 친구인 김영무가 찾아와 서구식 로펌을 제안했다. 이 제안을 받아들인 그는 김영무가 1973년 1월에 설립한 김영무 법률사무소에 그해 말 합류하여 김앤장 법률사무소를 열었다. 현재 김영무와 함께 김앤장의 창립 멤버이자 로펌 이름에 자신의 성을 넣은 네임 파트너(name partner)로 유명하다.

## 학력
- 1960년 서울대학교 사범대학 부설고등학교 졸업
- 1964년 서울대학교 법과대학 법학 학사
- 1966년 서울대학교 법과대학원 법학 석사

## 자격취득
- 변호사, 대한민국 (1965)